# Ahaetulla dispar
Ahaetulla dispar är en ormart som beskrevs av Günther 1864. Ahaetulla dispar ingår i släktet Ahaetulla och familjen snokar. Inga underarter finns listade i Catalogue of Life.
Arten förekommer i bergstrakter i sydvästra Indien.